# Geogryllus rufipes
Geogryllus rufipes är en insektsart som först beskrevs av Ludwig Redtenbacher 1892.  Geogryllus rufipes ingår i släktet Geogryllus och familjen syrsor. Inga underarter finns listade i Catalogue of Life.